# Solaris Urbino 12
Solaris Urbino 12 est un modèle d'autobus en version autobus standard de 12 mètres de long à plancher bas lancée en 1999 par Solaris Bus & Coach.

## Histoire
La Solaris Urbino 12 a été la première et la nouvelle série de bus Solaris Urbino en version 12 mètres. C'est la série de modèles les plus populaires de l'histoire de la marque. Le bus a fait ses débuts au milieu de 1999 lors d'une foire commerciale internationale. Depuis le tournant de 2001-2002, la série a produit sa deuxième génération. Depuis 2005, la série a produit sa troisième génération du bus. Au cours de la Foire commerciale de Transexpo en 2008 à Kielce, le nouveau prototype de la série Solaris Urbino a été marqué comme nouvelle génération d'édition 3.5. La structure de la quatrième génération utilise la même que celle de la troisième génération de bus. L'intérieur rénové a plus d'éclairage situé derrière les panneaux suspendus verts. Le panneau s'étend sur toute la longueur du toit de bus dans la partie centrale du bus. Une autre solution innovante était de cacher le compartiment moteur avec les premiers passagers du bus.
Les bus Solaris Urbino 12 sont fabriqués dans des versions diesel (qui correspondent à la norme Euro VI). Depuis 2005, il existe une variété de GPL GNC. Le plus vendu avec les moteurs diesel provient de DAF Trucks. Moins fréquemment vendus étaient des moteurs MAN. Ils ont été utilisés principalement pour 2004 et encore pour une courte période de 2006 mais en raison de la politique de l'entreprise de ne fournir que des véhicules uniquement conçus pour le GNC. Alternativement, le fabricant a commencé à utiliser les moteurs diesel Cummins ISBe4 250B avec la norme Euro IV et Cummins ISBe5 250B en Euro V.
Les bus Urbino 12 LE sont fabriqués pour une variété de banlieue à faible entrée avec moteur diesel, CNG ou biogaz.
Le symbole graphique du modèle Solaris Urbino 12 est un teckel vert, placé sur la plupart des bus, toujours sur le mur avant du côté droit du véhicule. Avec l'introduction des modèles de troisième génération, l'apparence du symbole graphique a été légèrement modifiée.

## Générations

### Première génération

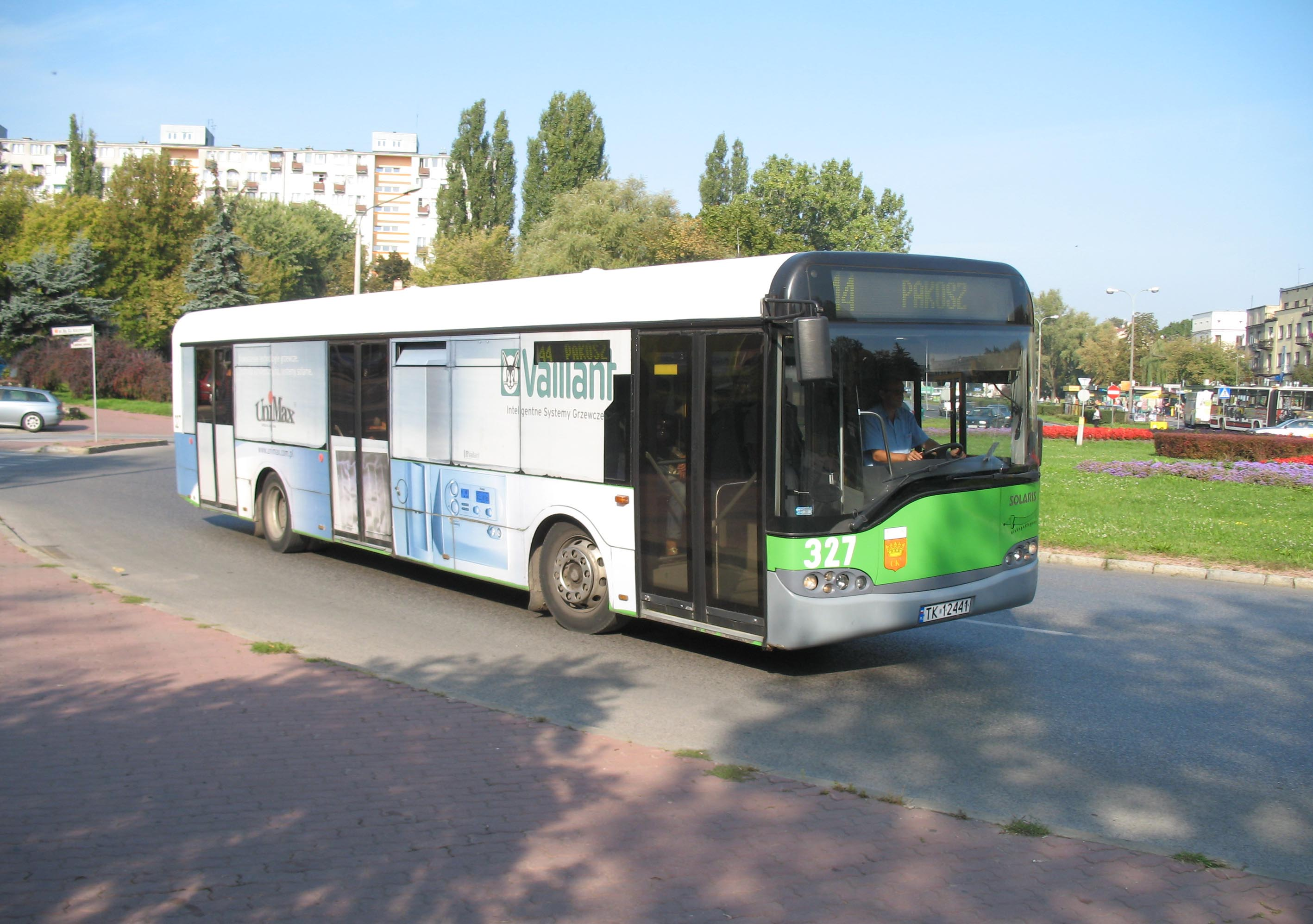
Solaris Urbino 12 I.

En 1999, la société Neoplan Polska a démarré indépendamment pour produire des bus sous la marque Solaris. Sur la base de l'expérience acquise lors de la construction de structures précédentes, le premier prototype de bus Solaris Urbino 12 a été présenté lors de la foire internationale de Poznań. Il différait légèrement des modèles de série consécutifs, il était équipé, entre autres, des deux miroirs avancés (plus commun sur les autocar que sur les autobus urbains). Certains éléments du corps forme avaient une forme légèrement différente par rapport aux modèles en série . 
En 2000, le prototype a été acheté par la société ForBus à Bydgoszcz, puis au Wrocław Polbus-PKS. La construction était basée sur un corps autoportant. Le moteur MAN ou DAF était monté sur une colonne (tour) à l’arrière du véhicule à gauche. Initialement, les boîtes de vitesses Voith ont été utilisées, et plus tard également ZF. Le bus pouvait transporter jusqu'à 104 personnes, dont 29 assises. Une attention particulière a été accordée au design moderne de l’Urbino, réalisé par le studio Berlin FT. Des lignes arrondies de la carrosserie ont été utilisées, la ligne caractéristique du pare-brise tombant à droite a été utilisée, ce qui améliore la visibilité du conducteur lors de son entrée dans la baie. 
En 2001, Neoplan a été racheté par MAN, mais Neoplan Polska, en tant que société distincte, a changé de nom pour devenir Solaris Bus & Coach S.A.

### Deuxième génération

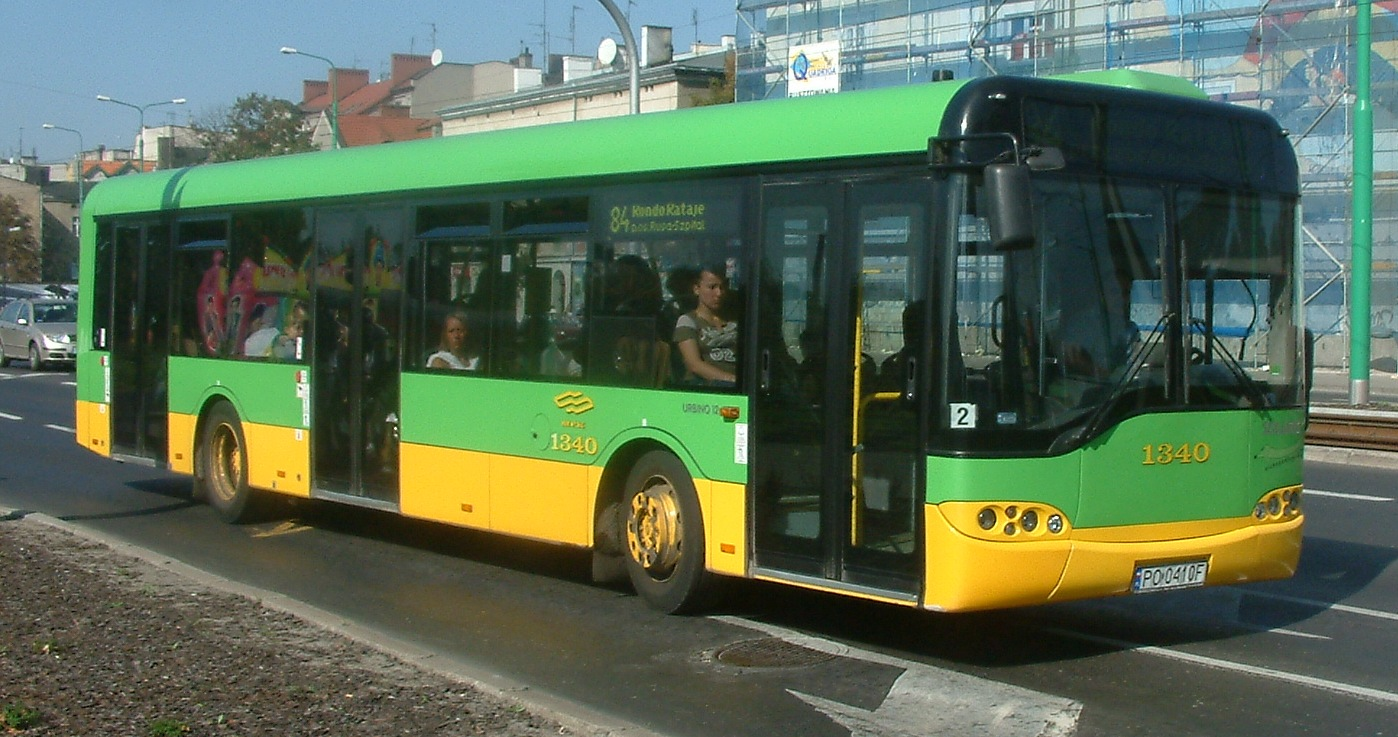
Solaris Urbino 12 II.

La deuxième génération d'Urbino 12 a été lancée sur le marché au début de 2001/2002 et a été produite jusqu'en 2006. C'était une version améliorée de la première édition, mais elle n'a apporté aucune modification technique majeure par rapport à la génération précédente. Le réservoir de carburant a été déplacé sur le passage de roue avant, ce qui a permis d’obtenir une meilleure répartition de l’intérieur du véhicule. De petits changements cosmétiques ont également été introduits dans l'aspect extérieur, la forme des réflecteurs avant et arrière a été légèrement modifiée. 
À partir de la deuxième génération d'Urbino 12 (en 2004), un modèle dérivé de ce bus Solaris Urbino 12 LE (version basse entrée, version basse, version LE) a été introduit. Au cours des 6 années de production (1999-2005), le total de 582 voitures a été produit dans le Solaris Urbino 12 I et II, dont 332 sont allées sur le marché polonais.
Le Solaris Urbino 12 II a participé au concours "Bus Euro Test 2004", au cours duquel il s’est battu pour le titre de Bus of the Year 2005. Le concours s’est déroulé à Poznań. En conséquence, la construction du Solaris a pris la deuxième place, perdant un point au minimum avec MAN Lion's City,.

### Troisième génération

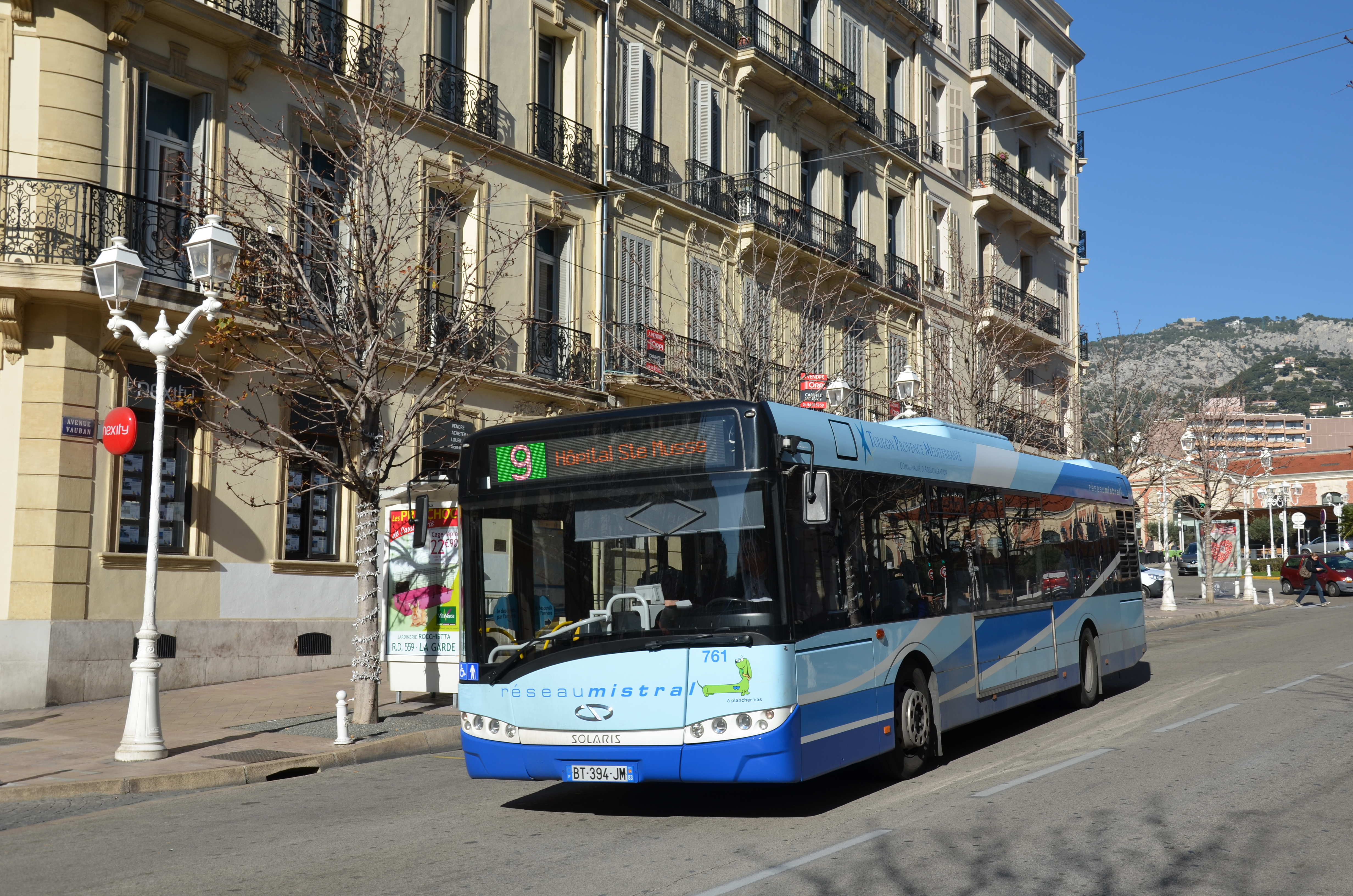
Solaris Urbino 12 III sur le Réseau Mistral.

En 2005, Solaris Bus & Coach présentait, lors de la Foire internationale de Poznań, une nouvelle version des bus urbains d'Urbino 12. La troisième génération s'est distinguée par de nombreux changements par rapport à ses prédécesseurs. Le design externe a été modifié, des lignes et des bords plus nets ont été introduits. La forme des feux avant et arrière a été modernisée, de nouveaux murs avant et arrière ont été introduits. Le bord arrondi du toit a également été éliminé (grâce à cela, il est possible de monter l'écran sur le côté du bus au-dessus des fenêtres). Le nouveau design a également été introduit à l'intérieur, la disposition de l'intérieur a été complètement modifiée. Le réservoir de carburant était placé sur le sol derrière le passage de roue avant (similaire à la première génération). Tous les bus de la génération Urbino 12 III répondent à la norme Euro 3 ou supérieure. L'équipement standard comprend un moteur DAF de 183 kW et la transmission Voith DIWA.5. Au cours des années suivantes, parallèlement aux progrès de la technologie, les unités d’entraînement ont été remplacées par des solutions plus économiques et écologiques.
Lors du salon professionnel Transexpo 2008 à Kielce, un prototype du modèle Urbino 12 New Edition a été présenté, appelé par la suite officieusement 3,5 générations. Dans la troisième génération précédente, des solutions conçues pour la quatrième génération de bus de la famille Solaris Urbino, principalement à l’intérieur du véhicule, ont été utilisées. L'intérieur rénové est plus éclairé avec des lampes placées derrière un couvercle en plastique. La couverture s'étend sur toute la longueur du toit du bus dans sa partie centrale. De nouvelles consoles de pilotes ont également été introduites - les clients peuvent désormais choisir entre trois options : Actia, VDO-Siemens ou Solaris.
Dans les années 1999-2014 la production des Urbino 12 (Urbino 12 avec CNG, hybride, électrique, LE et LE CNG) sur le marché polonais ont totalisé plus de 3,800 unités.
En dépit du lancement de la production en série de la prochaine génération en 2015, des bus Solaris Urbino 12 III ont été proposés et produits parallèlement à la fin de 2017. Le nombre de copies de la troisième génération produites était limité d'année en année,.

### Quatrième génération

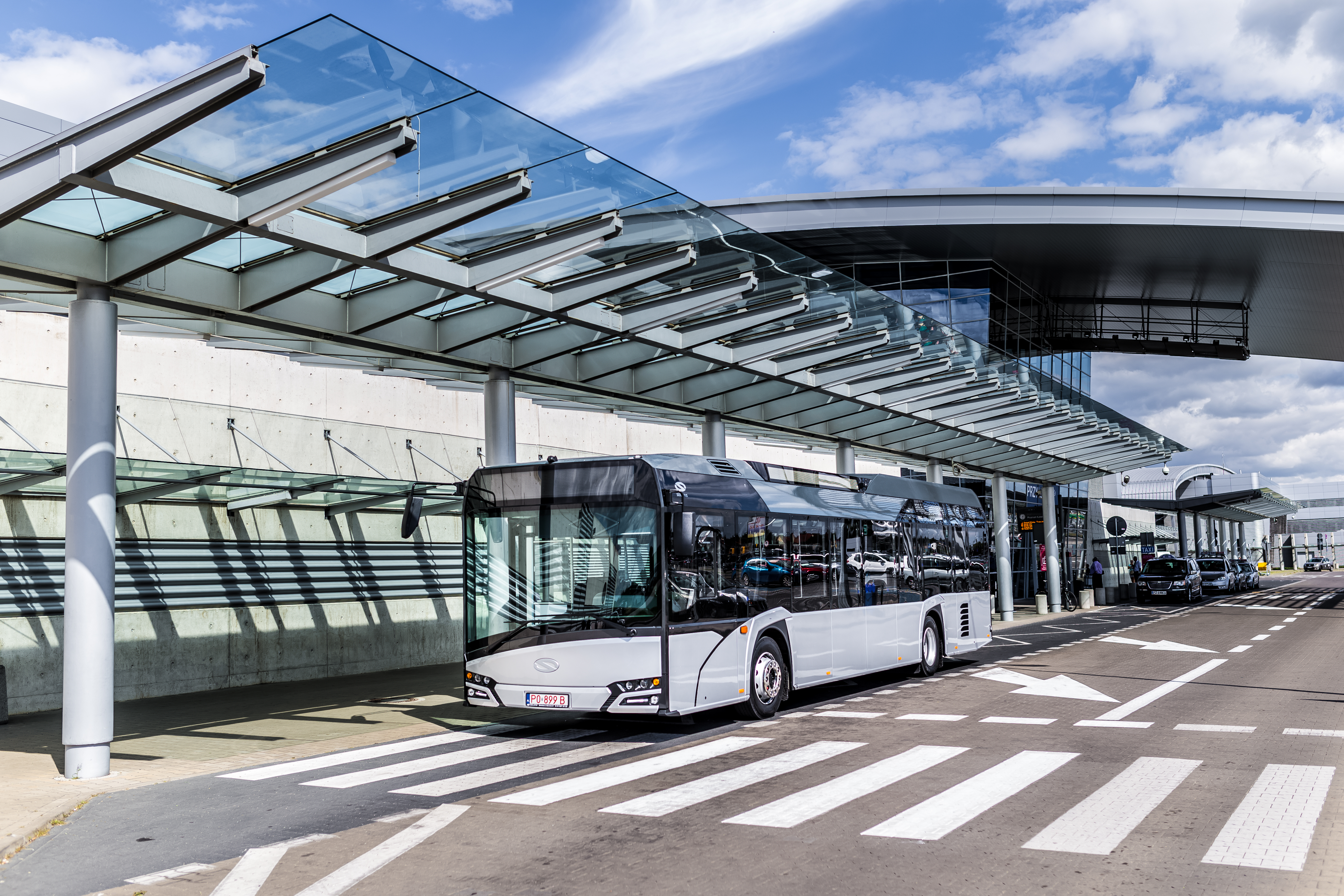
Solaris Urbino 12 IV.

Au cours de l'AAI internationale à Hanovre, le 24 septembre 2014, la dixième année de la production, après les modèles de troisième génération, Solaris Bus & Coach a présenté ensuite, la quatrième génération de bus Solaris. La première polonaise a eu lieu en octobre de cette année à Transexpo à Kielce. Le fabricant polonais a présenté le prototype Solaris Urbino 12 et Urbino 18 dans sa version à entraînement conventionnel. 
Il a été annoncé que les prochains modèles de la nouvelle version seront présentés au fil des ans. Les nouveaux bus ont un design plus durable, plus léger et plus poli et d'autres possibilités de construction par rapport aux modèles de la génération précédente. Le niveau de bruit et le niveau de vibration dans l’ensemble du véhicule ont également été réduits. Le nombre de places disponibles de l'étage bas à 16 (dont plus de 30 sièges) a été augmenté. L'ensemble du bus a été éclairé par la technologie LED. Une nouveauté dans les nouveaux autobus est l’utilisation de la «lumière indirecte», qui facilite la conduite du conducteur à la tombée de la nuit. Les bus ont également installé un système antipatinage (ASR) et un système ESP pour une conduite plus sûre dans les virages. Tous les bus sont conformes aux standards de génération IV de norme Euro 6 abaissant le pare-brise et la cabine augmentant de 50 mm, de sorte que le conducteur a un plus grand champ de vision pendant la conduite. Le véhicule est également devenu plus stable et plus sûr en l'abaissant de 50 mm (en gardant la même hauteur à l'intérieur du bus). La largeur de la porte du nouveau Urbino 12 est de 1250 mm. En option, le fabricant propose une porte de 1350 mm de largeur. La hauteur de la porte est comprise entre 1970 mm et 2000 mm. Dans la nouvelle quatrième génération, les bus Solaris Urbino 12 peuvent être équipés de panneaux suivants : une version à écran tactile de la célèbre Urbino électrique et Tramino, Siemens VDO nouveau bureau ou un ordinateur de bureau standard dans Solaris version améliorée (qui avait déjà été utilisé auparavant dans les bus de troisième génération, y compris pour MPK Radom et MPK Częstochowa). La production en série de véhicules de nouvelle génération a commencé en janvier 2015. Le premier bénéficiaire était un transporteur allemand de Munich, tandis qu'en Pologne, les premières copies ont été envoyées à MZK Wejherowo et MZK Grudziądz.
Les prix des bus Solaris Urbino 12 dépendent principalement du type de disque utilisé, mais aussi commandé du matériel supplémentaire ou le nombre de véhicules commandés dans le contrat (généralement plusieurs ou une douzaine d'articles sont commandés, mais il existe également des commandes uniques pour plus de 50, voire plus de 100 véhicules). Dans le cas des autobus à moteur diesel, le prix net d'un véhicule reste à un niveau de 900 000-1 100 000 PLN,. Le modèle de gaz est d'environ 1,1 million et le modèle hybride d'environ 1,4 à 1,5 million de PLN,. La version électrique la plus chère est proposée à des prix d'environ 2-2,5 millions de zlotys,. Des montants similaires comprennent également les prix des trolleybus Solaris Trollino 12.

## Autres versions

### Solaris Urbino 12 Hybride
Au deuxième semestre 2009, un prototype de Solaris Urbino 12 Hybride basé sur la troisième génération de Solaris Urbino 12 a été construit. Le modèle a fait ses débuts au salon Busworld à Courtrai en octobre 2009. La production en série a débuté en 2010.
Le Solaris Urbino 12 Hybride utilise un système hybride parallèle HDU fabriqué par la société américaine Eaton. Il existe une boîte de vitesses automatique Eaton 6 vitesses et un moteur électrique à puissance maximale de 44 kW (60 ch). Dans le mouvement de circulation normale, la puissance est d'environ 28 kW (38 ch). Il fonctionne avec un moteur diesel Cummins ISB6.7EV 225B répondant aux exigences de la norme EEV, avec une puissance maximale de 165 kW (225 ch) et un volume de 6,7 dm3. La boîte de vitesses Eaton transmet l'alimentation à l'essieu arrière. Toutes les batteries sont lithium-ion (Li-Ion) fabriquées par la société japonaise Hitachi qui ont été placées sous les plaques-formes à l'intérieur du véhicule. Par cela, l'apparence du bus a changé et le look est différent par rapport aux bus traditionnels à moteur diesel. Le coût de l'installation est environ 70 000 euros.
Le symbole graphique des bus Solaris Urbino 12 Hybrides est un dachshund vert avec deux cœurs superposés symbolisant le système à double entraînement.

### Solaris Urbino 12 LE
Le premier bus Solaris Urbino 12 LE, qui faisait partie de la deuxième génération, a été présenté en septembre 2004. Dans le nouveau modèle, le moteur était construit non pas comme une tour, mais à l'arrière du véhicule. Derrière la deuxième porte, il y a un escalier où les passagers peuvent accéder à l'arrière du véhicule avec un étage supérieur. L'intérieur étant surélevé, le nouveau bus a une hauteur de 3 000 et non de 2 850 mm. La disposition des portes 2-2-1 a été utilisée. Le moteur était alimenté par le moteur Iveco Cursor de 180 kW. Le prototype est ensuite arrivé chez le DPO depuis Ostrava, où il a été converti en une voiture technique.
La même année, Solaris a présenté le modèle Urbino 12 LE de troisième génération lors du salon IAA de Hanovre. Le nouveau bus contenait de manière constructive des solutions du prototype de deuxième génération, seule l'apparence extérieure a changé. Ces dernières années, les moteurs Iveco ont été remplacés par des moteurs DAF plus écologiques. En 2007, la version Urbino 12 LE a été présentée avec la commande Cummins pour le gaz GNC, principalement destiné aux marchés scandinaves.
En 2015, lors du salon Busworld à Courtrai, Solaris a présenté une nouvelle version d'Urbino 12 LE. Il est basé sur le modèle Urbino à plancher bas de la 2e génération, mais un certain nombre de modifications de la construction ont été introduites. Le modèle à plancher bas a été harmonisé au maximum, ce qui a permis de réduire les coûts de production. Une nouveauté a été mis en place par la ligne de vitre supérieure à l'arrière du véhicule et l'élévation du toit derrière la deuxième porte. Le bus de la 4ème génération est alimenté par le moteur Cummins Euro 6, éventuellement équipé par le moteur DAF et une boîte de vitesses Voith ou ZF,. La première génération d'Urbino 12 LE IV est allée à la société autrichienne Postbus, qui transporte des passagers jusqu'à l'aéroport de Vienne-Shwechat.

### Solaris Urbino 12 Ü
Les bus Solaris Urbino 12 Ü sont généralement utilisés pour les services de transport en commun urbains et interurbains, le modèle a fait ses débuts au salon IAA Nutzfahrzeuge à Hanovre en septembre 2012. Au lieu de l'apparence classique en forme de boîte, l'avant et l'ensemble ont une forme d'arc. Le moteur MAN D2066 LUH 48, principalement utilisé, a une capacité de 10,5 dm3 et une puissance maximale de 265 kW (360 ch) et qui fonctionne avec la transmission automatique Voith DIWA.5 ou ZF EcoLife. L'axe avant ZF RL 75 EC est indépendamment suspendu et l'essieu moteur est ZF AV 132. Le nombre de sièges a augmenté à 44, situé sur les côtés. Les options comprennent un système de climatisation de Webasto Spheros.

### Solaris Urbino 12 GNV
Avec l'introduction de la troisième génération de bus Solaris Urbino 12, le modèle Solaris Urbino 12 GNV a été introduit en 2005, piloté par le gaz naturel comprimé ou le biogaz. Grâce à une telle solution, il est possible de réduire d'environ 85% des émissions de substances nocives. Des bouteilles de gaz d'une capacité de 6 × 214 L = 1284 L ont été placées sur le toit du véhicule et se distinguent donc par une "bosse" dans la partie centrale. Les disques Iveco étaient initialement utilisés, puis abandonnés au profit des moteurs Cummins d’une puissance de 239 kW. Les bus à essence ont suscité un vif intérêt, principalement de la part de transporteurs de pays scandinaves.
En 2016, le nouveau modèle Urbino 12 GNV de quatrième génération a été présenté. Il était basé sur des solutions connues de la génération précédente : augmentation de la capacité de la bouteille de gaz (5 × 325 L = 1275 L, option : 1260 L ou 1875 L). Le groupe moteur, toujours basé sur le moteur Cummins avec la transmission ZF EcoLife ou Voith DIWA.6, n’a pas été modifié. Les premiers exemplaires en Pologne du nouvel Urbino 12 GNV ont été transférés à Transgór Mysłowice.
En Pologne, les bus Solaris Urbino 12 GNV sont utilisés, entre autres : dans Tychy, Toruń, Radom, Przemyśl, Rzeszów et Zamość.

### Solaris Urbino 12 électrique
Lors du salon hiérarchique IAA Nutzfahrzeuge de Hanovre en septembre 2012, le nouveau Solaris Urbino 12 électrique a été présenté, qui a fait ses débuts en tant que prototype électrique de la famille Solaris Urbino 12. Au troisième trimestre de 2013, le bus a été fabriqué et a été livré à la société Braunschweiger Verkehrs-AG, à Brunswick, en Allemagne. Cela a été fait dans le cadre d'un programme de recherche et de mise en œuvre de nouvelles technologies dans les services de transport public, le projet a été financé par le ministère fédéral des Transports allemand.
Le prototype de bus a été équipé d'un système innovant de Bombardier PRIMOVE, permettant une charge inductive sans câble de connexion. Le système d'entraînement utilise un système d'entraînement électrique par Vossloh Kiepe GmbH fabriqué à Düsseldorf. Le moteur a été monté centralement par quatre pôles avec le moteur asynchrone qui a une puissance maximale de 160 kW (1 400 ch) et permet l'utilisation d'essieux standard : ZF AV 132 et l'axe indépendamment resserré ZF RL 75 EC. L'énergie récupérée pendant le freinage est stockée dans les batteries au lithium-ion d'une capacité de 210 kWh. Le véhicule est également équipé d'un connecteur qui vous permet de connecter d'une source d'énergie externe supplémentaire. Tous les appareils du véhicule, qui sont généralement alimentés par un moteur diesel, ont été électrifiés.

## Caractéristiques

### Dimensions

#### Troisième génération
|                              | Urbino 12        | Urbino 12 GNV    | Urbino 12 LE     | Urbino 12 LE GNV | Urbino 12 Hybride | Urbino 12 Électrique |
| ---------------------------- | ---------------- | ---------------- | ---------------- | ---------------- | ----------------- | -------------------- |
| Longueur                     | 12 000 mm        | 12 000 mm        | 12 000 mm        | 12 000 mm        | 12 000 mm         | 12 000 mm            |
| Largeur                      | 2 550 mm         | 2 550 mm         | 2 550 mm         | 2 550 mm         | 2 550 mm          | 2 550 mm             |
| Hauteur                      | 2 850 mm         | 3 400 mm         | 3 000 mm         | 3 300 mm         | 2 850 mm          | 3 250 mm             |
| Empattement                  | 5 900 mm         | 5 900 mm         | 5 900 mm         | 5 900 mm         | 5 900 mm          | 5 900 mm             |
| Porte à faux avant / arrière | 2 700 / 3 400 mm | 2 700 / 3 400 mm | 2 700 / 3 400 mm | 2 700 / 3 400 mm | 2 700 / 3 400 mm  | 2 700 / 3 400 mm     |
| Angle d'attaque / descente   | 7 / 7            | 7 / 7            | 7 / 7            | 7 / 7            | 7 / 7             | 7 / 7                |

#### Quatrième génération
|                              | Urbino 12        | Urbino 12 GNV    | Urbino 12 LE             | Urbino 12 Hybride | Urbino 12 Électrique |
| ---------------------------- | ---------------- | ---------------- | ------------------------ | ----------------- | -------------------- |
| Longueur                     | 12 000 mm        | 12 000 mm        | 12 000 mm                | 12 000 mm         | 12 000 mm            |
| Hauteur                      | 3 040 / 3 200 mm | 3 250 mm         | 3 180 / 3 410 mm         | 3 100 mm          | 3 300 mm             |
| Largeur                      | 2 550 mm         | 2 550 mm         | 2 550 mm                 | 2 550 mm          | 2 550 mm             |
| Empattement                  | 5 900 mm         | 5 900 mm         | 5 850 / 5 900 mm         | 5 900 mm          | 5 900 mm             |
| Porte à faux avant / arrière | 2 700 / 3 400 mm | 2 700 / 3 400 mm | 2 700 / 2 750 / 3 400 mm | 2 700 / 3 400 mm  | 2 700 / 3 400 mm     |
| Angle d'attaque / descente   | 7 / 7            | 7 / 7            | 7-8 / 7                  | 7 / 7             | 7 / 7                |

### Mécanique

#### Troisième génération
|                     | Urbino 12                                                                   | Urbino 12 GNV                                                       | Urbino 12 LE                                                        | Urbino 12 LE GNV                                                    | Urbino 12 Hybride                                                   | Urbino 12 Électrique                                           |
| ------------------- | --------------------------------------------------------------------------- | ------------------------------------------------------------------- | ------------------------------------------------------------------- | ------------------------------------------------------------------- | ------------------------------------------------------------------- | -------------------------------------------------------------- |
| Moteur              | Option 1 : Cummins ISB.7E6 250B / 280 B Option 2 : DAF MX11 210 / 240 / 271 | Cummins ISLG8.9E6 320                                               | Option 1 : Cummins ISB.7E6 250B Option 2 : DAF MX11 210 / 240 / 271 | Cummins ISLG8.9E6 320                                               | Option 1 : Cummins ISB6.7 225 H Option 2 : Cummins ISB6.7 EV 300    | Moteur asynchrone central à 4 pôles                            |
| Puissance           | Option 1 : 187 kW / 209 kW Option 2 : 210 kW / 240kW / 271kW                | 239 kW                                                              | Option 1 : 187 kW Option 2 : 210 kW / 240 kW / 271 kW               | 239 kW                                                              | Option 1 : 162 kW Option 2 : 221 kW                                 | 160 kW                                                         |
| Boîte de vitesse    | Option 1 : Voith DIWA.6 Option 2 : ZF Ecolife Option 3 : Allison Torqmatic  | Option 1 : Voith DIWA.6 Option 2 : ZF Ecolife                       | Option 1 : Voith DIWA.6 Option 2 : ZF Ecolife                       | Option 1 : Voith DIWA.6 Option 2 : ZF Ecolife                       |                                                                     |                                                                |
| Essieu avant        | Option 1 : ZF RL 75 EC (indépendant) Option 2 : ZF RL 85 A (rigide)         | Option 1 : ZF RL 75 EC (indépendant) Option 2 : ZF RL 85 A (rigide) | Option 1 : ZF RL 75 EC (indépendant) Option 2 : ZF RL 85 A (rigide) | Option 1 : ZF RL 75 EC (indépendant) Option 2 : ZF RL 85 A (rigide) | Option 1 : ZF RL 75 EC (indépendant) Option 2 : ZF RL 85 A (rigide) | Option 1 : ZF RL 55 Option 2 : ZF RL 75 EC (axes indépendants) |
| Essieu arrière      | ZF AV 132                                                                   | ZF AV 132                                                           | ZF AV 132                                                           | ZF AV 132                                                           | ZF AV 132                                                           | ZF AV 132                                                      |
| Réservoir d'essence | 250 L / 350 L                                                               | 6 × 214 L / 7 × 214 L                                               | 300 L                                                               | 6 × 214 L                                                           | 250 L / 350 L                                                       |                                                                |
| Réservoir d'Adblue  | 40 L / 50 L                                                                 |                                                                     | 40 L / 50L                                                          |                                                                     | 40 L                                                                |                                                                |

#### Quatrième génération
|                     | Urbino 12                                                                   | Urbino 12 GNV                                                       | Urbino 12 LE                                                                | Urbino 12 Hybride                                                   | Urbino 12 Électrique                                                                  |
| ------------------- | --------------------------------------------------------------------------- | ------------------------------------------------------------------- | --------------------------------------------------------------------------- | ------------------------------------------------------------------- | ------------------------------------------------------------------------------------- |
| Moteur              | Option 1 : Cummins ISB.7E6 250B / 280 B Option 2 : DAF MX11 210 / 240 / 271 | Option 1 : Cummins ISLG 8.9 E6 320 Option 2 : Cummins ISLG 6C 320   | Option 1 : Cummins ISB.7E6 250B / 280 B Option 2 : DAF MX11 210 / 240 / 271 | Cummins ISB 4,5 E6C 210 H                                           | Option 1 : Moteur asynchrone central à 4 pôles Option 2 : Moteur dans l'axe ZF AVE130 |
| Puissance           | Option 1 : 187 kW / 209 kW Option 2 : 210 kW / 240 kW / 271 kW              | 239 kW                                                              | Option 1 : 187 kW / 209 kW Option 2 : 210 kW / 240 kW / 271 kW              | 157 kW                                                              | 2 × 60 kW                                                                             |
| Boîte de vitesse    | Option 1 : Voith DIWA.6 Option 2 : ZF Ecolife                               | Option 1 : Voith DIWA.6 Option 2 : ZF Ecolife                       | Option 1 : Voith DIWA.6 Option 2 : ZF Ecolife                               |                                                                     |                                                                                       |
| Essieu avant        | Option 1 : ZF RL 82 EC (indépendant) Option 2 : ZF RL 85 A (rigide)         | Option 1 : ZF RL 82 EC (indépendant) Option 2 : ZF RL 85 A (rigide) | Option 1 : ZF RL 82 EC (indépendant) Option 2 : ZF RL 85 A (rigide)         | Option 1 : ZF RL 82 EC (indépendant) Option 2 : ZF RL 85 A (rigide) | Option 1 : ZF RL 82 EC (indépendant) Option 2 : ZF RL 85 A (rigide)                   |
| Essieu arrière      | ZF AV 133                                                                   | ZF AV 133                                                           | ZF AV 132 II                                                                | ZF AV 133                                                           | Option 1 : ZF AV 133 Option 2 : Axe de portail avec moteurs dans les hubs ZF          |
| Réservoir d'essence | 200 L / 310 L                                                               | 4 × 315 L / 5 × 315 L / 5 × 340 L                                   | 200 L / 310 L                                                               | 200 L / 310 L                                                       |                                                                                       |
| Réservoir d'Adblue  | 40 L / 50 L                                                                 |                                                                     | 40 L / 50 L                                                                 | 40 L                                                                |                                                                                       |

## Galerie

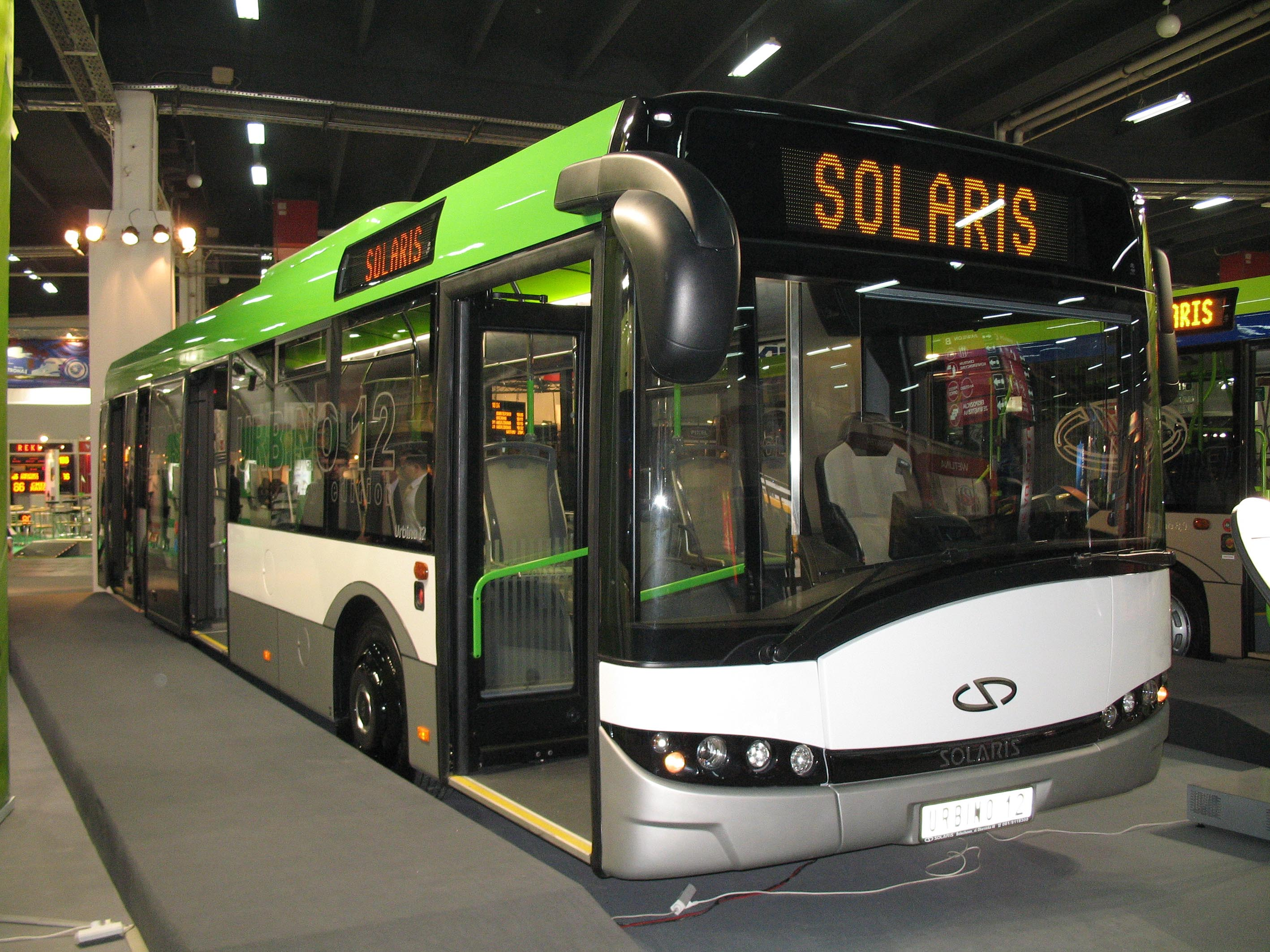
Face avant du Solaris Urbino 12 III New Edition.
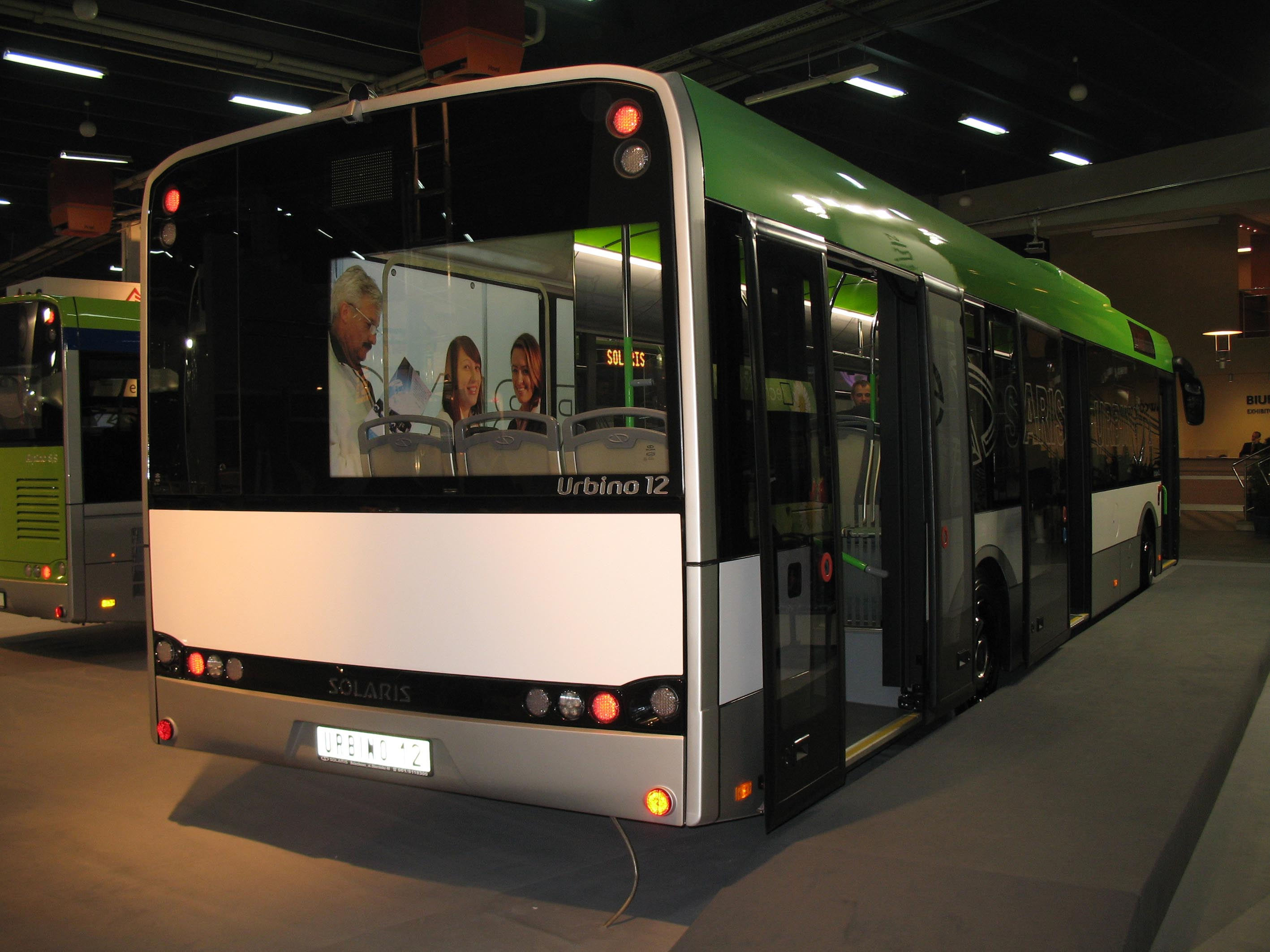
Face arrière du Solaris Urbino 12 III New Edition.
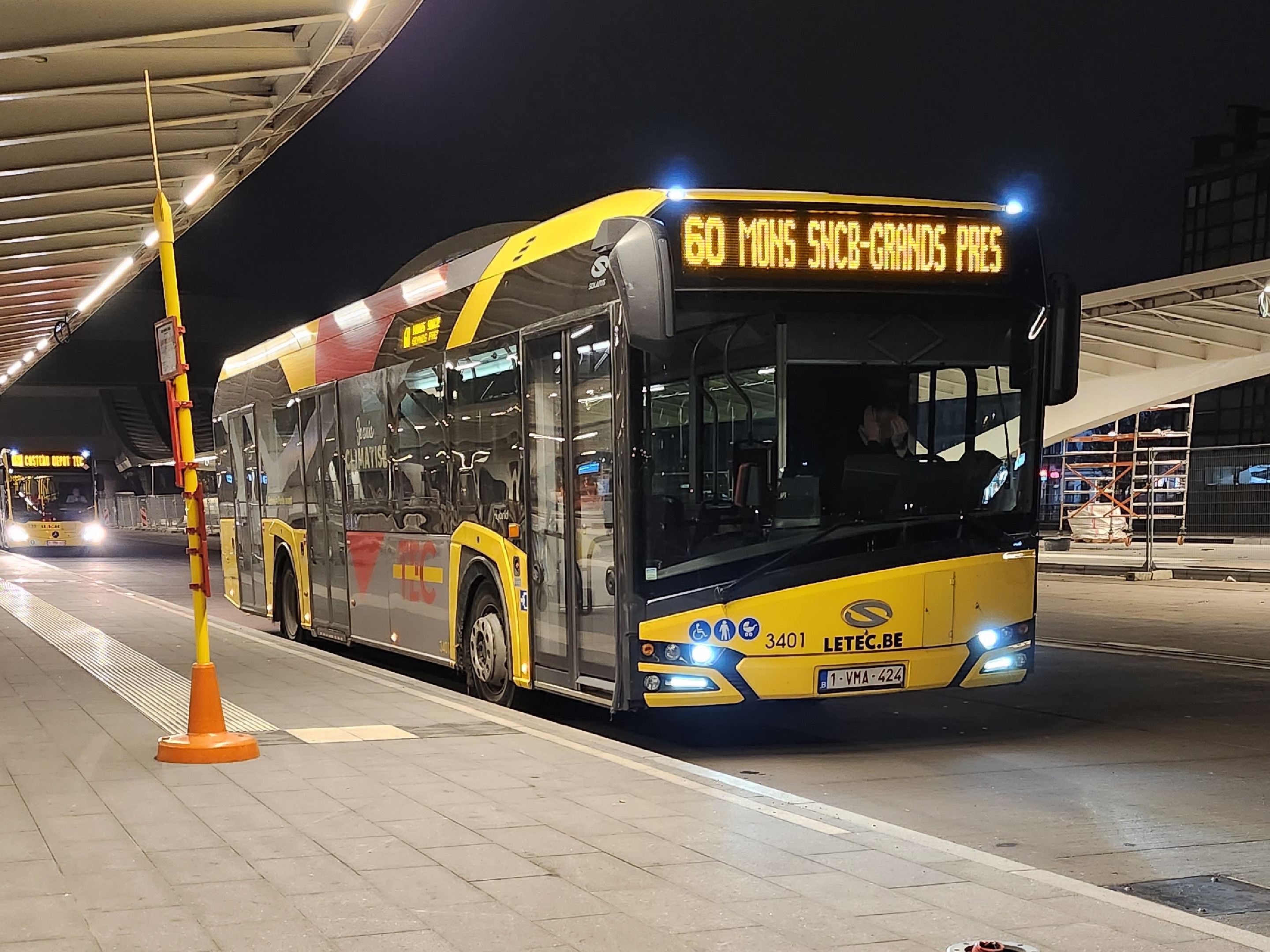
Un Solaris Urbino 12 hybride aux couleurs du TEC, en Belgique.
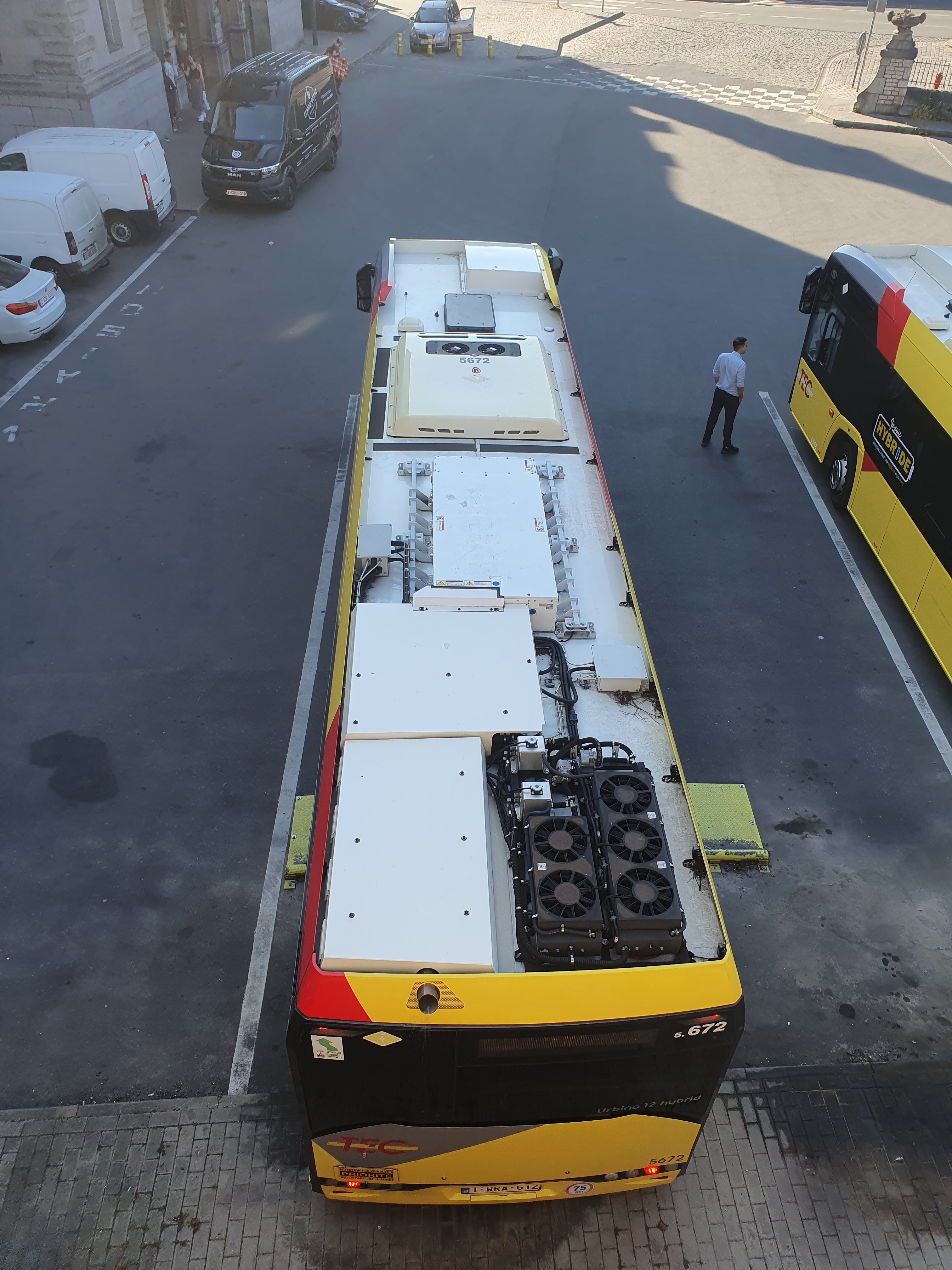
Un Solaris Urbino 12 hybride vu d'en haut.

### Traductions
- (pl) Cet article est partiellement ou en totalité issu de l’article de Wikipédia en polonais intitulé « Solaris Urbino 12 » (voir la liste des auteurs).